# Erytrosin

Strukturformel

Erytrosin, E127, är ett körsbärsrödrosa syntetiskt fluoronfärgämne, bland annat använt som livsmedelsfärgämne. Den är dinatriumsaltet av 2,4,5,7-tetrajodfluorescein. Dess högsta absorbans i vattenlösning ligger på 530 nm, och den är föremål för fotolytisk nedbrytning.

## Användning
Erytrosin används som livsmedelsfärg, i skrivarbläck, som färgämne för biologiska prover, som ett medel att påvisa dental plack och som radiopakt medium. Förbjuden för användning i livsmedel, läsk och godis (förutom till cocktailbär och kanderade körsbär). Den används också för att färga pistaschskal. Ämnet är vanligt i de flesta länder i världen, men ersätts ibland med allurarött AC (E129). Att även allurarött AC är förbjudet i många europeiska länder beror på att det är ett azofärgämne; det har dock färre kända hälsorisker än erytrosin.